# ریشه نام بوکان
روایات بسیار متعددی در مورد واژهٔ بوکان وجود دارد که برخی از آن‌ها توسط تاریخ‌نگاران و باستان‌شناسان مطرح شده است. با توجه به تاریخ شکل‌گیری این شهر در دورهٔ قاجار و برپایهٔ اسناد یافته شده سال‌های اخیر، برخی از تاریخ‌نگاران معتقدند که ریشهٔ نام این شهر را باید در زمانِ تملک عزیزخان سردار جست.

## نظریه‌ها
به گفتهٔ ابراهیم افخمی (نویسندهٔ کتاب تاریخ و فرهنگ مکریان)، بوکان را ابتدا شهر کهنه خوانده‌اند و آن شهر در جنوب غربی کنونی شهر بوکان واقع شده است و در اثر زلزله ویران گردیده و در آن محل که نیزار و چشمه سار بوده بعدها بوکان را بنا کرده‌اند.

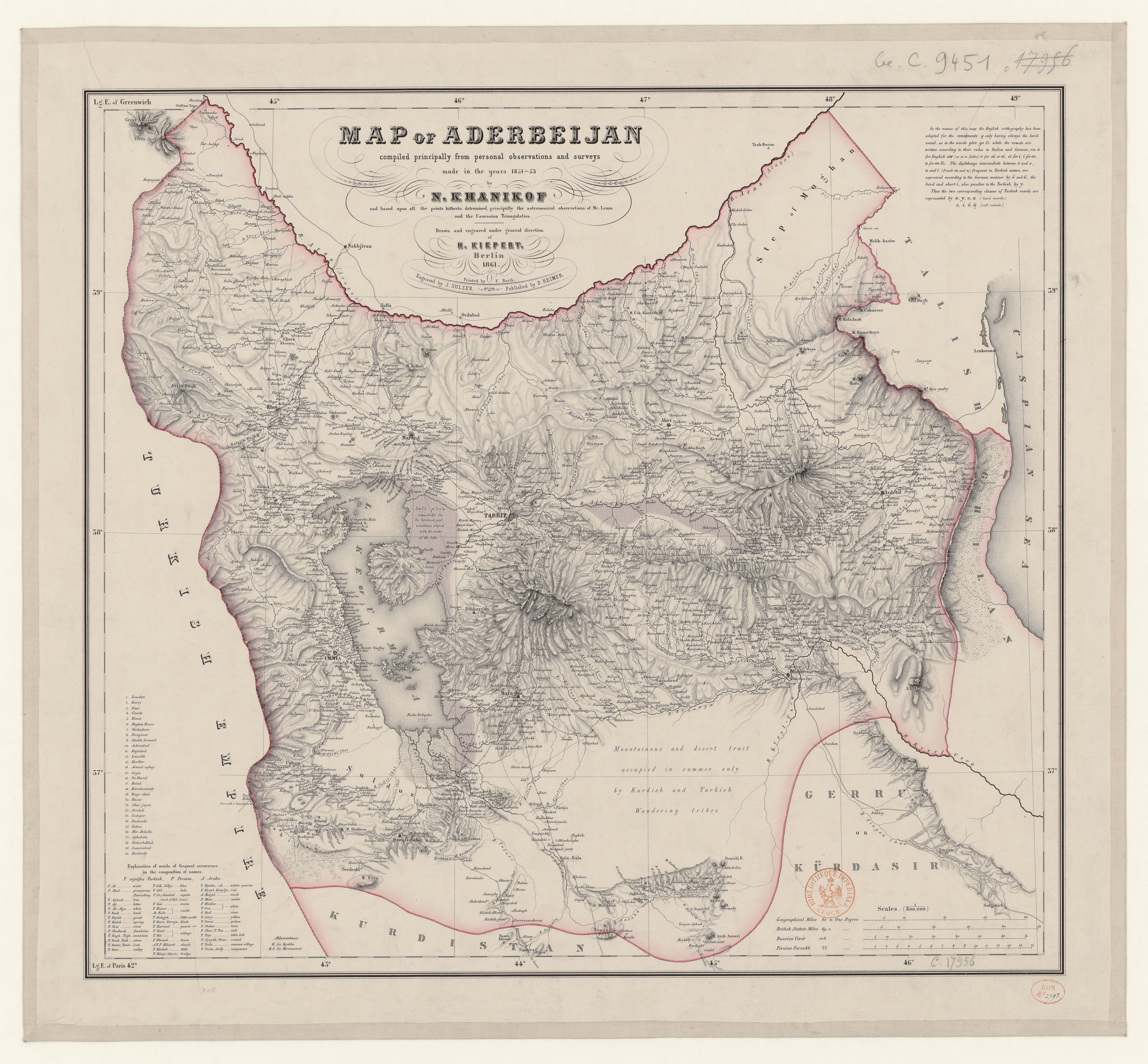
نقشهٔ آذربایجان، سال ۱۸۵۱ میلادی برابر با ۱۲۳۰ شمسی که نام بوکان به انگلیسی Bukan درج شده است.

- محمد مهریار، محقق ایرانی، در مورد ریشهٔ نام بوکان در کتاب فرهنگ جامع نام‌ها و آبادی‌های کهن (۱۳۸۲) نوشته: بوکان در ایران به معنای جایی که آب خوب و فراوان دارد است. همچنین نسبت این واژه به یکی از طایفه‌های آریایی می‌رسد که دوگان، بوگان یا بوکان نام داشته‌اند.[۲]
- در نقشه‌های دورهٔ قاجار نامی از بوکان دیده نمی‌شود، اما پس از سندی که قدمت آن به سال ۱۲۲۸ شمسی بر می‌گردد و مربوط به تملک عزیزخان مکری بوده، نام بوکان در نقشه‌های ایران از دورهٔ ناصرالدین شاه قاجار قید شده است.
- در بوکان چشمه‌های آب متعددی وجود داشت و در زبان کردی به چشمه «کانی» گفته می‌شود و شخصی که به چشمه می‌رفت، می‌گفت: ده‌چم بوکانی. به جهت سلیس و خوش آهنگ بودن، حرف «ی» آخر آن حذف و تبدیل به «بوکان» شده است.
- در لغت‌نامهٔ دهخدا، «بوکان» نعلی است آهنین که درون برف در پای کنند.[۳]
- رضاقلیخان هدایت در کتاب فرهنگ انجمن‌آرای ناصری در مورد ریشهٔ نام این شهر می‌گوید: بوکان نام قصبه‌ای‌است در ولایت «ساوج‌بولاق» مُکری که گویند آب‌وهوای نیکو دارد؛ و در برهان به‌معنی گلزار نیز نوشته، و اگر چنین باشد، با کاف عربی خواهد بود، و بوکان یعنی «کانِ بوی خوش».[۴]

## شکل صحیح لاتین
برخی از نام وب‌سایت‌های اداری و خبری در شهرستان بوکان به اشتباه از املای فینگلیش مانند Bookan یا املای فرانسوی Boukan استفاده کرده‌اند. در حالی که با درنظرگرفتن همهٔ جوانب تاریخی، علمی و لغوی، املای صحیح انگلیسی بوکان به شکل Bukan است. در زبان کُردی با رسم و خط لاتین این واژه به صورت Bokan نوشته می‌شود.
- عبارت انگلیسی Bukan در نقشه‌ها و گوگل مپ و اسناد، همگی به شهر بوکان در ایران اشاره دارند و بیشترین استفاده را دارد.

## سایر
بوکان در زبان فارسی، با عناوینی همچون: زیبارویان، عروس‌ها و نام شهری کُردنشین در ایران ذکر شده است.
- خیابان و مکان‌هایی در شهرهای ایران، مانند: خیابانی طولی در فاصله منطقه گلاب دره و نخجوان تهران، و محله‌ای در سعادت شهر شیراز و در اصفهان به نام بوکان نام‌گذاری شده است.
- در کتاب ظفرنامه تیموری جلد دوم، بوکای و بوری از فرزندان جغتای مغول بودند که بوکای در تواریخ دیده نشده، ولی پسری داشت به اسم «مواتوگان» که در سال ۶۱۷ ه‍.ق/ ۱۲۲۱ به هنگام محاصره بامیان به قتل رسید.[۶] برخی منابع به اشتباه، نام بوکای تیمور را «بوکان» ذکر کرده‌اند در حالی که در تاریخ، نام بوکان در دوره مغول‌ها دیده نشده است.
- در زبان فرانسوی، بوکان به صورت Boukan نوشته و تلفظ می‌شود.
- در غرب استرالیا، نیوزیلند، قسمت جنوبی آمریکای جنوبی نوعی گیاه وجود دارد به نام بوکان. این گیاه شامل حدود ۳۸ گونه است؛ جنس آن همیشه‌سبز به‌طور یکسان و شیری است؛ در نیمکرهٔ جنوبی می‌رویَد و معادل راش در نیمکرهٔ شمالی است. در گینهٔ نو گاهی از این گیاه در موارد دارویی استفاده می‌شود.[۷]
- در زبان مالایی که زبان رسمی کشور مالزی است، واژه (Boukan dia) به معنی نیست و نه است. همچنین دقیقاً عبارت Boukan نام یک گروه موسیقی آفریقایی است.